# جاندار گل علیا
جاندار گل علیا (به لاتین: Jandar Gol-e ʽOlya) یک منطقهٔ مسکونی در افغانستان است که در ولایت بامیان واقع شده‌است.